# Tweener (Prison Break)
Tweener este al nouălea episod al serialului de televiziune Prison Break, al  al sezonului 1.